# Daniel GTR
Daniel Carvalho de Almeida, também chamado Daniel Carvalho, mas mais conhecido como Daniel Gtr, é músico, educador, fotógrafo e poeta brasileiro. Após cursar Letras na Universidade São Marcos, se especializou em Língua Portuguesa na PUC-SP, com mestrado em Letras feito na USP.
Desenvolveu o projeto Arte e Intervenção Social, entre 2013 e 2016, que resultou na criação de grupos de alunos em que a leitura, e a escrita, implicassem a possibilidade de “reinventar-se a si”.
Essas ações educacionais lhe renderam três premiações do Prêmio Paulo Freire de Qualidade de Ensino Municipal: o 3º lugar, em 2014 e o 1 º lugar, em 2015 e em 2016.
Autor do livro "manual para ler as estrelas", além coletâneas de poesias, artigos em revistas e livros nas áreas de Letras, Linguística e Educação. Realiza palestras em universidades e escolas, participa de saraus e slams (batalhas de poesia), tendo ganho as grandes finais do Slam da Guilhermina, em 2016 e do Slam da Roça, em 2017.

## Produção Bibliográfica
- CARVALHO, Daniel. manual para ler as estrelas. São Paulo: Motta Press, 2018.
- ALMEIDA, Daniel Carvalho de (org.). Entre versos controversos: o canto de Itaquera. Águas de São Pedro: Editora Livronovo, 2015.
- ALMEIDA, Daniel Carvalho de (org.). Entre versos controversos. Águas São Pedro: Livro Novo, 2014.
- ALMEIDA, Daniel Carvalho de. Círculo Literário de Itaquera: a poesia que fazemos, a poesia que somos. In: SÃO PAULO (Cidade). Câmara Municipal de São Paulo. Prêmio Paulo Freire de Qualidade do Ensino Municipal: projetos premiados 2017. São Paulo, 2016, p. 6-15.
- ALMEIDA, Daniel Carvalho de. A Poética do Maracujá: procedimentos metodológicos para escrita criativa. In: BERTI-PINTO, Sonia Sueli; PUZZO, Miriam Bauab (org.). Cadernos de Linguística: Pesquisa em Movimento – Língua, Linguagens, Discurso e Ensino. São Paulo: Terracota Editora, 2016, p. 191-213.
- ALMEIDA, Daniel Carvalho de. Entre os versos controversos da poesia de Itaquera: a produção literária de jovens da região leste de São Paulo. In: COSTA, Valter de Almeida et. al. Gestão e Território. São Paulo: SME, 2016, p. 239-254. (Coleção Gestão Educacional, v. 2).
- ALMEIDA, Daniel Carvalho de. O poema no processo escolar: compromisso ético e formação de identidade. Revista Encontro e Conversas, São Paulo, DRE Itaquera, ano 2, n. 2, p. 35-38.
- ALMEIDA, Daniel Carvalho de. Arte e intervenção social.In: SÃO PAULO (Cidade). Câmara Municipal de São Paulo. Prêmio Paulo Freire de Qualidade do Ensino Municipal: projetos premiados 2015. 10 ed. São Paulo, 2016, p. 6-19.
- ALMEIDA, Daniel Carvalho de. Entre Versos Controversos.In: SÃO PAULO (Cidade). Câmara Municipal de São Paulo. Prêmio Paulo Freire de Qualidade do Ensino Municipal: projetos premiados 2015. 9 ed. São Paulo, 2015, p. 6-19.[18]

### Participação em outras publicações
- GTR, Daniel. Poemas. In: ALCALDE, Emerson et al. (org.). Slam da Guilhermina: Quatro Ponto Zero. São Paulo: [s.n.], 2017, p. 81-89.
- GTR, Daniel. Poemas. In: Sófálá. São Paulo: RedBull Station: 2017, p. 57-65.
- GTR, Daniel. Poemas. In: ALCALDE, Emerson et al. (org.). Slam da Guilhermina: Três Ponto Zero. São Paulo: [s.n.], 2016, p. 101-110.
- ALMEIDA, Daniel Carvalho de. Diário de um estudante. In: MESQUITEIROS. Pode pá que é 10: antologia de Poesia e Prosa. São Paulo: [s.n.], 2016, p. 94-95.
- ALMEIDA, Daniel Carvalho de. Prefácio. In: FONSECA, Marcos. O inevitável amor. São Paulo: APMC, 2016, p. 10-14.
- ALMEIDA, Daniel Carvalho de. Poema aos coríntios. In: BUZO, Alessandro. Poetas do Sarau Suburbano. São Paulo: Aquarela Brasileira, 2016, v. 4, p. 26-27.
- ALMEIDA, Daniel Carvalho de. O menino e o farol. In: ATRÓZ, Alba. Virtuose: romance e simpósio textual sobre a redução da maioridade penal. São Paulo: [s.n.], 2016, v. 4, p. 255-258.
- CORTI, Ana Paula; SOUZA, Raquel. Que ensino médio queremos?: pesquisa quantitativa e grupos de diálogo sobre o ensino médio. São Paulo: Ação Educativa, 2009.[19]

## Premiações
- Outubro/2017 - Grande Final Slam da Roça - Campeonato de Spoken Poetry/Poesia Falada (1º lugar)[16]
- Dezembro/2016 - Grande Final Slam da Guilhermina - Campeonato de Spoken Poetry/Poesia Falada (1º lugar)[15]
- Setembro/2016 - 11º Prêmio Paulo Freire de Qualidade do Ensino Municipal, Câmara Municipal de São Paulo (1º lugar)[11]
- Setembro/2015 - 10º Prêmio Paulo Freire de Qualidade do Ensino Municipal, Câmara Municipal de São Paulo (1º lugar)[9]
- Setembro/2014 - 9º Prêmio Paulo Freire de Qualidade do Ensino Municipal, Câmara Municipal de São Paulo (3º lugar)[8]